# Qazaqstan Prem'er Ligasy 2017
La Qazaqstan Prem'er Ligasy 2017 è stata la 26ª edizione della massima divisione del calcio kazako. La stagione è iniziata l'8 marzo 2017 e si è conclusa il 9 novembre 2017 con lo spareggio salvezza. L'Astana ha vinto il campionato per la quarta volta consecutiva.

## Stagione

### Novità
Al termine della stagione 2016 sono state retrocesse in Birinşi Lïga il Jetisý e il Taraz. Dalla Birinşi Lïga sono state promosse il Qaisar, prima classificata, e l'Altaı, vincitrice dello spareggio promozione-retrocessione. Ma, il 3 febbraio 2017, la Federazione calcistica del Kazakistan ha stabilito che l'Altaı non aveva i requisiti per partecipare alla Qazaqstan Prem'er Ligasy, e ha riammesso nella serie maggiore il Taraz.

### Formula
Le 12 squadre partecipanti si affrontano, nella stagione regolare, due volte, per un totale di 22 giornate.

La squadra campione del Kazakistan ha il diritto a partecipare alla UEFA Champions League 2018-2019, partendo dal secondo turno di qualificazione.

Le squadre classificate al secondo e terzo posto sono ammesse alla UEFA Europa League 2018-2019, partendo dal primo turno di qualificazione, assieme alla vincitrice della Coppa nazionale.

La terzultima classificata gioca lo spareggio con la terza classificata della Birinşi Lïga, mentre l'ultima e la penultima classificata retrocedono direttamente in Birinşi Lïga.

## Squadre partecipanti
| Club              | Stagione | Città     | Stadio                       | Stagione 2016               |
| ----------------- | -------- | --------- | ---------------------------- | --------------------------- |
| Aqjaıyq           |          | Oral      | Stadio Petr Atoyan           | 10º posto in Prem'er Ligasy |
| Aqtöbe            |          | Aqtöbe    | Stadio Central'nyj           | 6º posto in Prem'er Ligasy  |
| Astana            | dettagli | Astana    | Astana Arena                 | Campione del Kazakistan     |
| Atyrau            |          | Atyrau    | Stadio Munajši               | 8º posto in Prem'er Ligasy  |
| Ertis             |          | Pavlodar  | Stadio Central'nyj           | 3º posto in Prem'er Ligasy  |
| Oqjetpes          |          | Kökşetaw  | Stadio Oqjetpes              | 5º posto in Prem'er Ligasy  |
| Ordabasy          |          | Šymkent   | Stadio Qajımuqan Muñaýtpasov | 4º posto in Prem'er Ligasy  |
| Qairat            |          | Almaty    | Stadio Centrale              | 2º posto in Prem'er Ligasy  |
| Qaisar            |          | Qyzylorda | Stadio Gany Muratbaeva       | 1º posto in Birinşi Lïga    |
| Shahter Qaraǵandy |          | Qaraǧandy | Stadio Şaxter                | 9º posto in Prem'er Ligasy  |
| Taraz             |          | Taraz     | Stadio Central'nyj           | 11º posto in Prem'er Ligasy |
| Tobyl             |          | Qostanaj  | Stadio Central'nyj           | 7º posto in Prem'er Ligasy  |

## Classifica finale
|                       | Pos. | Squadra           | Pt | G  | V  | N  | P  | GF | GS | DR  |
| --------------------- | ---- | ----------------- | -- | -- | -- | -- | -- | -- | -- | --- |
| Kazakistan (bandiera) | 1.   | Astana            | 79 | 33 | 25 | 4  | 4  | 74 | 21 | +53 |
|                       | 2.   | Qairat            | 78 | 33 | 23 | 9  | 1  | 75 | 28 | +47 |
|                       | 3.   | Ordabasy          | 58 | 33 | 18 | 4  | 11 | 44 | 37 | +7  |
|                       | 4.   | Ertis             | 48 | 33 | 12 | 12 | 9  | 35 | 32 | +3  |
|                       | 5.   | Tobyl             | 47 | 33 | 12 | 11 | 10 | 36 | 26 | +10 |
|                       | 6.   | Qaisar            | 42 | 33 | 11 | 9  | 13 | 30 | 36 | -6  |
|                       | 7.   | Shahter Qaraǵandy | 40 | 33 | 12 | 4  | 17 | 36 | 50 | -14 |
|                       | 8.   | Atyrau (-3)       | 35 | 33 | 10 | 8  | 15 | 34 | 54 | -20 |
|                       | 9.   | Aqtöbe            | 33 | 33 | 8  | 9  | 16 | 38 | 46 | -8  |
|                       | 10.  | Aqjaıyq           | 30 | 33 | 7  | 9  | 17 | 29 | 47 | -18 |
|                       | 11.  | Taraz (-6)        | 26 | 33 | 8  | 8  | 17 | 29 | 50 | -21 |
|                       | 12.  | Oqjetpes          | 24 | 33 | 7  | 3  | 23 | 28 | 61 | -33 |

Legenda:
      Campione del Kazakistan e ammessa alla UEFA Champions League 2018-2019
      Ammesse alla UEFA Europa League 2018-2019
 Ammessa allo spareggio promozione-retrocessione
      Retrocesse in Birinşi Lïga 2018
Note:
Tre punti a vittoria, uno a pareggio, zero a sconfitta.
Atıraw: 3 punti di penalizzazione.
Taraz: 6 punti di penalizzazione.

## Risultati

### Tabellone
|                  | Aqj     | Aqt     | Ast     | Atı     | Ert     | Oqj     | Ord     | Qýr     | Qýs     | Şax     | Tar     | Tob     |
| ---------------- | ------- | ------- | ------- | ------- | ------- | ------- | ------- | ------- | ------- | ------- | ------- | ------- |
| Aqjaýıq          | ––––    | 2-2     | 0-2     | 2-2 1-0 | 0-1     | 1-1 2-0 | 1-2     | 0-1     | 1-0 0-0 | 3-1 1-2 | 2-2     | 1-0     |
| Aqtöbe           | 1-1     | ––––    | 2-4 0-3 | 1-0     | 1-2     | 3-0     | 0-1 2-0 | 1-2     | 1-1 0-1 | 0-1 2-0 | 1-1     | 1-3 1-0 |
| Astana           | 3-1 2-0 | 3-0     | –––-    | 4-0 7-0 | 2-0 2-1 | 3-0 4-0 | 1-0     | 1-1 0-2 | 2-0     | 4-1     | 4-0 2-0 | 2-0     |
| Atıraw           | 2-0     | 2-0 2-2 | 0-1     | ––––    | 0-1 0-0 | 2-1     | 2-2     | 2-1 0-1 | 1-0     | 3-3 3-1 | 1-3 3-2 | 1-0     |
| Ertis            | 2-1 0-1 | 1-3 1-1 | 1-1     | 1-1     | ––––    | 0-0     | 0-1     | 3-3 1-1 | 1-0 0-0 | 1-2 1-0 | 5-2     | 0-1 1-2 |
| Oqjetpes         | 2-1     | 2-1 0-2 | 0-3     | 1-0 1-2 | 0-2 1-2 | ––––    | 1-2     | 2-3 0-1 | 3-1     | 0-2     | 0-1 2-1 | 1-0     |
| Ordabası         | 3-0 3-2 | 2-1     | 3-0 2-1 | 1-1 2-0 | 0-1 1-2 | 2-1 3-2 | ––––    | 0-2     | 1-0     | 1-0     | 3-0 1-0 | 1-2     |
| Qaýrat           | 4-1 2-1 | 1-0 3-2 | 3-0     | 1-1     | 1-1     | 2-2     | 3-0 5-1 | ––––    | 1-1 3-1 | 4-1 3-1 | 4-0     | 2-0     |
| Qaýsar           | 0-0     | 3-2     | 0-3 1-4 | 2-0 4-1 | 1-1     | 1-0 2-1 | 0-1 1-1 | 1-2     | ––––    | 2-1     | 2-1     | 0-0 1-0 |
| Şaxter Qarağandı | 1-0     | 0-2     | 1-2 1-0 | 2-0     | 0-1     | 1-0 2-1 | 1-2 2-1 | 1-4     | 0-1 2-1 | ––––    | 0-1     | 1-1     |
| Taraz            | 0-0 0-1 | 1-1 1-0 | 0-1     | 1-2     | 2-0 1-1 | 0-1     | 2-1     | 0-0 1-5 | 2-1 0-1 | 0-0 2-3 | ––––    | 1-0     |
| Tobıl            | 2-0     | 0-0     | 1-1     | 3-0 2-0 | 0-0     | 5-1 4-1 | 1-0 0-0 | 2-2     | 0-0     | 1-2     | 1-0 1-1 | ––––    |

## Spareggio promozione/retrocessione
|         | Risultati |           | Luogo e data            |
| ------- | --------- | --------- | ----------------------- |
| Aqjaıyq | 2 - 1     | Maqtaaral | Astana, 9 novembre 2017 |

## Statistiche

### Classifica marcatori
| Gol |  |  | Giocatore         | Squadra           |
| --- |  |  | ----------------- | ----------------- |
| 24  |  |  | Gerard Gohou      | Qairat            |
| 19  |  |  | Junior Kabananga  | Astana            |
| 13  |  |  | Patrick Twumasi   | Astana            |
| 11  |  |  | Bawırjan Ïslamxan | Qairat            |
| 10  |  |  | Alekseý Şçetkïn   | Tobyl             |
| 10  |  |  | Milan Stojanović  | Shahter Qaraǵandy |
| 9   |  |  | Tañat Nöserbayev  | Ordabasy          |
| 9   |  |  | Ihar Zjan'kovič   | Aqtöbe            |
| 8   |  |  | Srđan Grahovac    | Astana            |
| 8   |  |  | Isael             | Qairat            |